# Syke (série télévisée)
Syke est une série télévisée finlandaise diffusée depuis le 29 octobre 2014 sur Yle TV2, puis sur Ruutu.
Cette série est inédite dans les pays francophones.

## Distribution

### Acteurs principaux
- Iina Kuustonen (fi) : Iiris Ketola
- Leena Pöysti (fi) : Johanna Alanko
- Tiina Lymi (fi) : Marleena Ranta
- Lena Meriläinen (fi) : Lenita Pakkala
- Antti Luusuaniemi (fi) : Max Hansson
- Lauri Tilkanen : Jarkko Vento
- Jarkko Niemi (fi) : Petteri Holopainen
- Matti Ristinen (fi) : Ilmari Nortama
- Jaana Pesonen (fi) : Marjut Blom
- Elena Spirina (fi) : Olga Godova

### Acteurs secondaires
- Jorma Tommila : Hannan isä
- Leo Honkonen (fi) : Taneli
- Joonas Saartamo (fi) : Eliel
- Tapio Kouki (fi) : Mauri
- Jorma Markkula (fi) : Viljo
- Saga Oesch : Venla
- Katja Joutsijoki (fi) : Venlan äiti
- Aarni Kivinen (fi) : Heka
- Emilia Karilampi (fi) : Meeri
- Joonatan Pylkkönen : Eemeli
- Irene Horto : Kristiina
- Meri Nenonen (fi) : Kristiinan äiti
- Turkka Mastomäki (fi) : Kristiinan isä
- Anna-Maija Tuokko (fi) : pastori Anneli Laajalahti
- Jukka-Pekka Palo (fi) : sosiaali- ja terveysministeri Jukka Metsälä
- Anne Nielsen (fi) : Tarja Metsälä
- Kaija Kangas (fi) : terapeutti
- Niina Lahtinen (fi) : Viktoria
- Henna Tanskanen (fi) : Satu
- Lauri Tanskanen (fi) : Jussi
- Riitta Havukainen (fi) : Aulikki
- Petra Karjalainen (fi) : Anna-Kaisa
- Amira Khalifa (fi) : Ursula
- Aarre Karén (fi) : Toivo
- Maija Rissanen (fi) : Jimin äiti
- Teemu Palosaari (fi) : Jimin isä
- Pirjo Heikkilä (fi) : Silmäkirurgi
- Eija Ahvo : Eliaksen isoäiti
- Raimo Grönberg (fi) : Eliaksen isoisä
- Ylermi Rajamaa (fi) : Teemu
- Emmi Parviainen (fi) : Teemun tyttöystävä
- Eeva-Liisa Haimelin (fi) : Helmi
- Eero Ritala (fi) : Aleksi
- Kaarina Hazard (fi) : Psykologi
- Krista Putkonen (fi) : Elina Hurskainen
- Janus Hanski (fi) : Kaitsu Parikka
- Kerli Kyllönen (fi) : Elisa
- Arttu Saarela : Jaakko
- Kaisa Mattila (fi) : Eeva
- Eeva Litmanen (fi) : rouva Perttula
- Sari Havas (fi) : Marja
- Matti Onnismaa (fi) : Antti
- Heidi Herala (fi) : Kaija
- Kari Mattila (fi) : Pentti
- Ilmari Saarelainen (fi) : Okko
- Kirsi Ylijoki : Reetta

## Épisodes

### Première saison (2014)
1. Sydäntä kylmää
2. Leikin loppu
3. Elämännälkä
4. Maksaa rahalla
5. Sinun edestäsi vuodatettu
6. Maa on syanoottinen laulu
7. Pappi, lääkäri, kuppari
8. Julkinen eläin
9. Pieni kylmä sydän
10. Laimeat lääkkeet

### Deuxième saison (2015)
1. Mysteeri
2. Opaskoira
3. Sormi suussa
4. Särkynyt sydän
5. Joutsenlaulu
6. Viimeinen niitti
7. Löytölapsi
8. Pieni potilas
9. Lumetta
10. Joulumaa

### Troisième saison (2016)
1. Aivokemiaa
2. Kenguruhoitoa
3. Vaarallinen potilas
4. Priorisointia
5. Vuoristotauti
6. Hyvin hiljaa
7. Myötä- ja vastamäessä
8. Laitataklaus
9. Paratiisi
10. Jumalan kärpäslätkä

### Quatrième saison (2017)
1. Hyppy tuntemattomaan
2. Addikti
3. Biohakkeri
4. Kunnes toisin todistetaan
5. Kymmenen sormea ja varvasta
6. Elä ja anna toisen kuolla
7. Vaarallinen leikki
8. Lävistetty
9. Aika on herätä, nousta ja lähteä
10. Jälkeläisiä

### Cinquième saison (2018-2019)
Dès cette saison, le format change pour une histoire en quatre épisodes de 21 minutes, d'abord mis en ligne sur le service Ruutu+ hebdomadairement par groupe de deux épisodes du 16 novembre 2018 au 22 mars 2019, puis à la télévision sur Nelosella, du lundi au jeudi du 25 mars au 30 mai 2019.
Composée de quarante épisodes de 21 minutes, ne sont listés que les titres des histoires ci-dessous.
1. Kotisynnytys
2. Helleinferno
3. Tyttö kaapissa
4. Ennustus
5. Klovnikammo
6. Tohtori T. Örppö
7. Keijo Kesäheinä
8. Perattu potilas
9. ALS
10. Potilas, vaimo ja rakastaja

### Sixième saison (2019)
Composée de neuf histoires divisées en 36 épisodes, elle fut diffusée du 7 juin au 27 septembre 2019 sur Ruutu+, puis à la télévision du lundi au jeudi, du 30 septembre au 28 novembre 2019.
1. Muistikuvia
2. Empatiauupumus
3. Hengitystesti
4. Paperittomat
5. Ristiinnaulittu
6. Halvaantunut rakkaus
7. Palanut nainen
8. Lääkäri potilaana
9. Keijuvesi

### Septième saison (2020)
Composée de neuf histoires divisées en 36 épisodes, elle fut diffusée du 3 janvier au 24 avril 2020 sur Ruutu+, puis à la télévision le mardi et mercredi par groupe de deux épisodes, du 1er septembre au 28 octobre 2020.
1. Kylmä sydän
2. Suuronnettomuus
3. Kaksonen
4. Murtuneita sydämiä
5. Vapaa pudotus
6. Ammatinvalintakysymys
7. Kunnollinen veronmaksaja
8. Yllätyslapsi
9. Vaikea päätös

### Huitième saison (2020)
Composée de six histoires divisées en 24 épisodes, elle fut diffusée du 12 juin au 21 août 2020 sur Ruutu+, puis à la télévision dès mars 2021.
1. Maailmanparantaja
2. Katkeamispiste
3. Tulehdustila
4. Kipukynnys
5. Tapojen uhri
6. Maan matoset

### Neuvième saison (2020-2021)
Composée de six histoires divisées en 24 épisodes, elle fut diffusée du 4 décembre 2020 au 12 février 2021 sur Ruutu+, puis ultérieurement à la télévision.
1. Laulujen lunnaat
2. Ylipainetta
3. Riivatut
4. Puukkohippa
5. Viraton lääkäri
6. Hirvikolari

## Récompenses et nominations
- Venla d'or 2016 :
- Meilleur série télévisée
- Taavi Vartia meilleur actrice
- Venla d'or 2015 :
- Meilleur série télévisée[2]
- Venla d'or 2014 :
- Meilleur série télévisée 2014[3]